# Juri Bukow

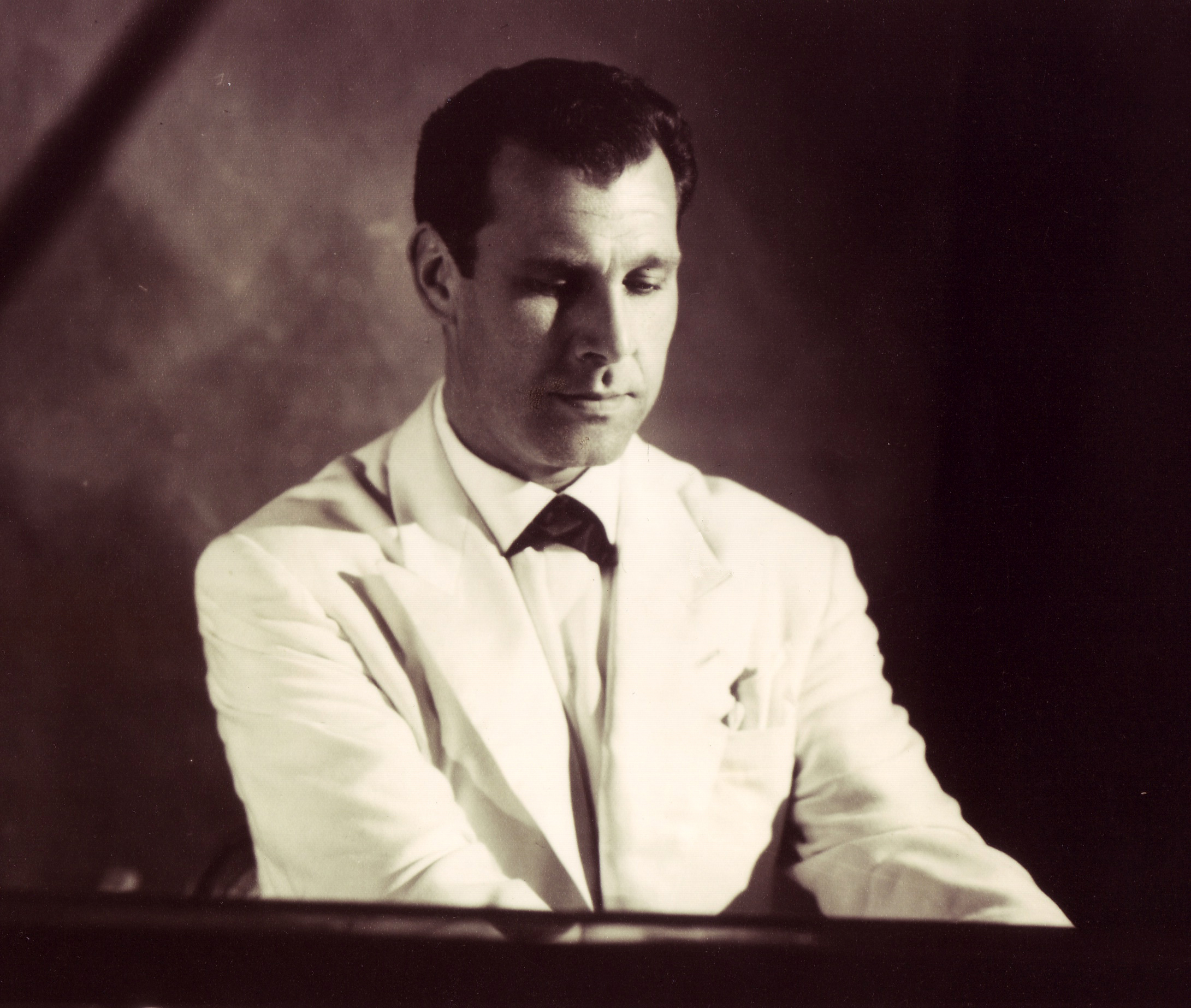
Juri Bukow

Juri Bukow  (auch Youri Boukoff; bulgarisch Юри Буков; * 1. Mai 1923 in Sofia, Bulgarien; † 8. Januar 2006 in Paris, Frankreich) war ein bulgarischer Pianist.

## Leben
Bukow wurde am 1. Mai 1923 in Sofia geboren. Im Alter von 15 Jahren erhielt er seinen ersten internationalen Preis und ein Stipendium vom Conservatoire de Paris, wo er Schüler von Yves Nat wurde. Er lernte in den 1940er Jahren bedeutende Künstler wie den Orchesterchef George Enescu und die Pianisten Edwin Fischer und Marguerite Long kennen. Er war der erste europäische Pianist der eine Tournee durch China machte. In den letzten Jahren seines Lebens zog sich Bukow weitestgehend aus der Öffentlichkeit zurück.
Fabelhaft ist seine Einspielung von Chopins Etüden op. 10.

## Auszeichnungen
- 1947 Concours de Genève[1]
- 1949 Marguerite Long
- 1951 Diemer
- 1952 Königin Elisabeth